# Эбнер, Томас (легкоатлет)
Томас Эбнер (нем. Thomas Ebner; род. 17 ноября 1971, Ээнбихль, Тироль) — австрийский легкоатлет, специалист по бегу на средние дистанции. Выступал за сборную Австрии по лёгкой атлетике в 1990-х годах, многократный победитель и призёр первенств национального значения, участник летних Олимпийских игр в Атланте.

## Биография
Томас Эбнер родился 17 ноября 1971 года в городе Ээнбихль, федеральная земля Тироль. Занимался лёгкой атлетикой в Инсбруке, проходил подготовку в местном клубе IAC.
В июле 1992 года на соревнованиях в немецком Линдау установил личный рекорд в беге на 1000 метров — 2:19.71.
В 1994 году в составе австрийской сборной стартовал в беге на 800 метров на чемпионате Европы в Хельсинки.
Будучи студентом, в 1995 году представлял Австрию на Всемирной Универсиаде в Фукуоке, в дисциплине 1500 метров дошёл до полуфинала.
В 1996 году на соревнованиях в Карлсруэ и Нюрнберге установил личные рекорды в беге на 1500 метров в помещении и на открытом стадионе — 3:42.87 и 3:37.07 соответственно. На чемпионате Европы в помещении в Стокгольме занял седьмое место на 1500-метровой дистанции. Благодаря череде успешных выступлений удостоился права защищать честь страны на летних Олимпийских играх в Атланте — на предварительном квалификационном этапе 1500 метров показал время 3:48.38, чего оказалось недостаточно для выхода в полуфинальную стадию.
В 1997 году на Кубке Европы в Дублине установил личный рекорд в беге на 3000 метров — 8:35.16. Принимал участие в Универсиаде в Катании, где остановился на предварительном квалификационном этапе 1500-метровой дисциплины.
В 1999 году среди прочего занял девятое место в беге на 1500 метров на Всемирных военных играх в Загребе. По окончании сезона завершил спортивную карьеру.
В разное время Эбнер становился чемпионом Австрии в беге на 800 метров (1994), беге на 1500 метров (1995, 1996), кроссе на короткой дистанции (1997), эстафете 3 × 1000 метров (1994, 1995, 1997).